# Fredericktown, Missouri
Fredericktown är administrativ huvudort i Madison County i Missouri. Orten fick sitt namn efter militären George Frederick Bollinger.